# 克里斯賓·弗里曼

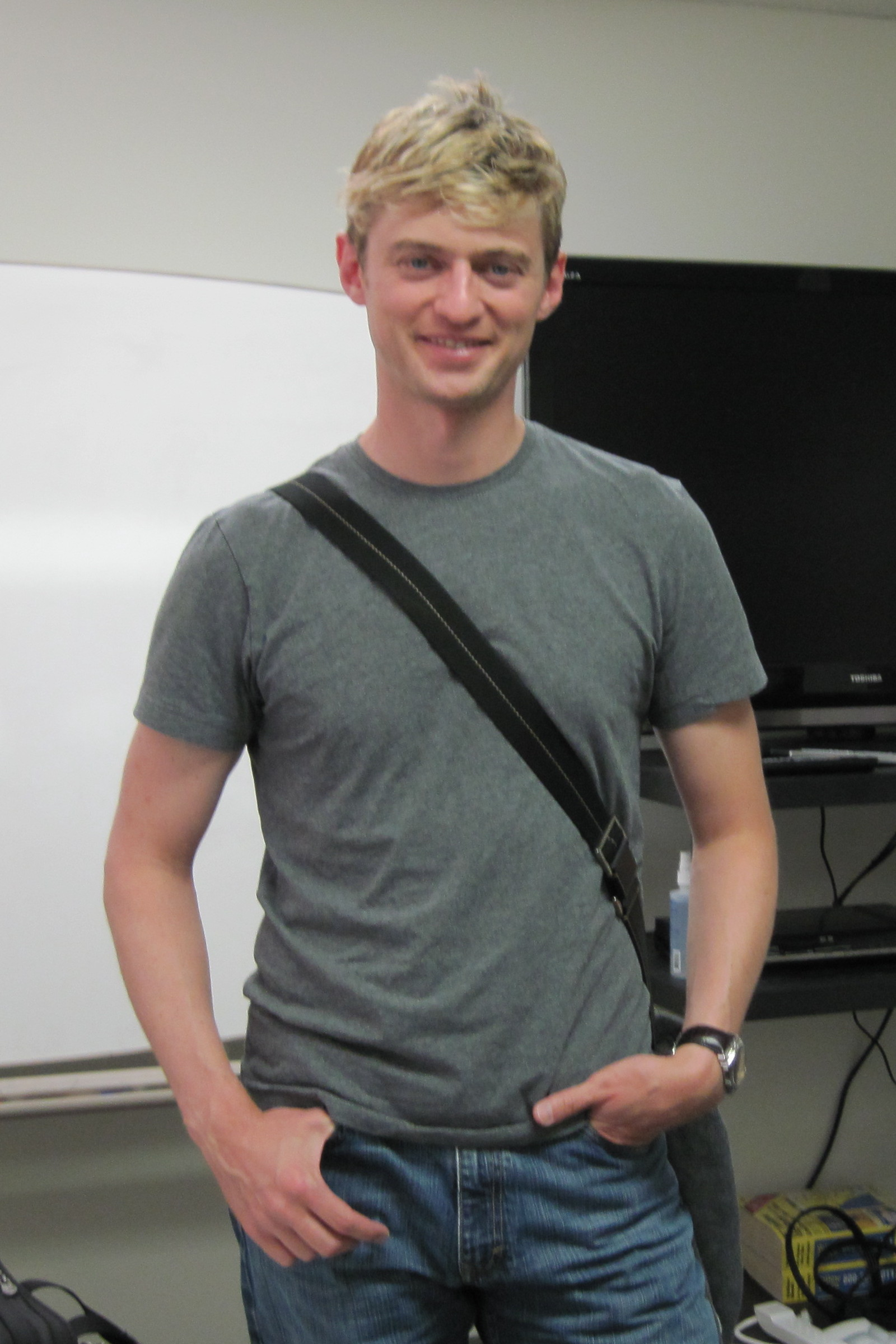
克里斯賓·弗里曼的本人图片

克里斯賓·弗里曼（英語：Crispin Freeman，1972年2月9日—）是美國的一位配音演員。他出生在芝加哥，是一位佛教徒。除了英語外他還會說西班牙語。
弗里曼也為電子遊戲2018年《審判之眼：死神的遺言》和2021年《審判之逝：湮滅的記憶》的配角海藤正治之英語配音。

## 演出作品
※粗體字表示說明飾演的主要角色。

### 外語動畫配音
- 厄夜怪客（阿爾卡特）
- 數碼寶貝04無限地帶（木村輝一）
- 數碼寶貝拯救隊（托瑪·Ｈ·諾史丁）
- 凉宫春日的忧郁（阿虛）
- 厄夜怪客 ULTIMATE（阿爾卡特）
- 凉宫春日的忧郁（2009年版）（阿虛）
- 凉宫春日的消失（阿虛）
- Fate/Zero（言峰綺禮）
- Fate/stay night [Unlimited Blade Works]（言峰綺禮）
- 劇場版 Fate/stay night [Heaven's Feel] I—III（言峰綺禮）
- Fate/Grand Order -絕對魔獸戰線巴比倫尼亞-（山中老人〈老人／朱蘇德拉〉）
- 劇場版 Fate/Grand Order -神聖圓桌領域卡美洛- 後篇 Paladin; Agateram（山中老人〈老人／朱蘇德拉〉）
- Fate/Grand Carnival（謎之貓V、旁白）
- 劇場版 Fate/Grand Order 終局特異点 冠位時間神殿所羅門（金格尔·阿贝·穆尼尔）
- 寶可夢地平線：系列（弗里德）

### 游戏
- 數碼寶貝格鬥編年史（暗黑獸<英语版>）
- 審判之眼：死神的遺言（海藤正治<英语版>）
- 審判之逝：湮滅的記憶（海藤正治<英语版>）

## 外部連結
- 官方网站
- 克里斯賓·弗里曼在動畫新聞網百科全書中的資料（英文）
- 克里斯賓·弗里曼在互联网电影资料库（IMDb）上的資料（英文）